# Semillas del corazón
Semillas del corazón es el séptimo álbum de estudio del cantautor argentino León Gieco. Fue lanzado en el año 1988 por el sello independiente Cañada y producido por León Gieco y Pity Yñurrigarro. Fue el último trabajo de la década del ’80 que editó, y en sus canciones sigue criticando la dictadura militar y la guerra de las Malvinas. El álbum tiene la particularidad de ser muy variado en cuanto a géneros musicales, contó con numerosos invitados y aunque no tuvo éxitos comerciales dejó canciones como "Semillas del corazón" (dedicada a los desaparecidos) y "Cantorcito de contramano", canción ska en la que Gieco critica al músico Palito Ortega, quien todavía no se había lanzado a la política, por lo que la crítica se centra sólo en las letras poco comprometidas de las canciones: "La gente ya quiere escuchar otra canción / se sienten impotentes si un cantor no los defiende". Paradójicamente en esta canción Gieco está acompañado por Los Fabulosos Cadillacs, quienes por ese momento también recibían críticas por la supuesta superficialidad de sus letras. Por otro lado, en el mismo disco se incluye "Mi amigo", un cover de una canción gallega que cuenta con la participación de Sandro, un cantautor tan poco comprometido como Palito Ortega, pero que tenía una relación de amistad con Gieco.

## Grabación
[...] Yo venía de pasar por una grabadora que se había fundido, donde hubo mucho robo y se trabajaba en negro. Sin embargo, en ese sello se editaron a lo largo de algo más de 20 años, discos muy importantes para mi trayectoria; Pensar en nada, Siete años, la primera versión de "Sólo le pido a Dios" en IV LP, mi primer disco, el segundo que fue Banda de caballos cansados, El fantasma de Canterville, Porsuigieco y los tres volúmenes de De Ushuaia a La Quiaca. Esa compañía se llamaba Music Hall. Luego se fundió debido a esos malos manejos... Entonces yo no sabía más que hacer, estaba desorientado y ninguna empresa mostraba demasiado interés en contratarme, por lo tanto empecé a sacar los discos por mi cuenta. Saqué Semillas del corazón a través de mi propio sello "Cañada". Fue un disco que no se vendió mucho. Había pocos recursos materiales y lo hice en un lugar mal grabado, desprolijo. En cambio, cuando firmé contrato con la EMI, me pusieron un productor y saqué Mensajes del alma, que es un disco que suena muy bien."
León Gieco.

Luego de ocho años de gira, Semillas del corazón de 1988 marcó su regreso a los estudios. El álbum es editado independientemente, sin embargo 20.000 unidades son compradas. Dedicado a los desaparecidos y a los caídos en combate, el músico propone no olvidar. “Memoria, perdón y olvido, como siempre”, decía el cantante. El álbum cuenta con grandes invitados como Sandro, Silvio Rodríguez, Ivan Lins, Los Fabulosos Cadillacs, Nito Mestre, Fernando "Pepi" Marrone, Elpidio Herrera, Pino Marrone, Gabriela, Luis Borda, Beto Satragni, Osvaldo Fattorusso, Mono Fontana y Jorge Cumbo. “Mi amigo” es una versión de la canción titulada “Quen puidera namorala”, cuya letra pertenece al poeta gallego Don Álvaro Cunqueiro y que Luis Emilio Batallán musicalizó para incluirla en su disco Ahí ven o maio, editado en España por 1975. Luego de editar este álbum, ese mismo año, Gieco tocó en el Teatro Ópera en Buenos Aires con la leyenda estadounidense de la música folk Pete Seeger. El material fue editado en el disco de 1990 Concierto en vivo. El año siguiente, Seeger lo invitó a unirse a una gira por Washington, Boston y Nueva York. Allí tocó con David Byrne, a quien ya había conocido en Buenos Aires un tiempo antes.

## Lista de canciones
| Lado A |                                                             |                          |          |  |
| N.º    | Título                                                      | Autor/es                 | Duración |  |
| 1.     | «Guajira guantanamera»                                      | Joseíto Fernández        | 5:31     |  |
| 2.     | «Cuanto tiempo por vivir (yo soy tu voz)» (con Nito Mestre) | León Gieco               | 3:48     |  |
| 3.     | «Cantorcito de contramano» (con Los Fabulosos Cadillacs)    | León Gieco               | 3:16     |  |
| 4.     | «Barrio golondrina»                                         | León Gieco               | 2:58     |  |
| 5.     | «A nuestros hijos» (con Ivan Lins)                          | Víctor Martins/Ivan Lins | 4:16     |  |
| 6.     | «Baionga» (con Luis Borda)                                  | Héctor Negro/Luis Borda  | 3:00     |  |

| Lado B |                                                                                                   |                                                              |          |  |
| N.º    | Título                                                                                            | Autor/es                                                     | Duración |  |
| 7.     | «Semillas del corazón (a los chicos desaparecidos restituidos)» (con Gabriela y Pino Marrone)     | Gieco/Gabriela                                               | 3:07     |  |
| 8.     | «Tierra de sol y luna (Terra do sol e lua)» (con Beto Satragni, Osvaldo Fattorusso y Jorge Cumbo) | Patinhas/Capenga/Cereba/Zeca                                 | 2:36     |  |
| 9.     | «Mar y luna (Mar e lua)» (con Juan Carlos "Mono" Fontana)                                         | Chico Buarque                                                | 2:39     |  |
| 10.    | «Girasoles amarillos»                                                                             | León Gieco/Nicolás Brizuela                                  | 1:59     |  |
| 11.    | «Mi amigo (Quen poidera namorala)» (con Sandro)                                                   | Cunqueiro/Batallán—Poema de introducción por Roberto Sánchez | 4:07     |  |
| 12.    | «Solo el amor» (con Silvio Rodríguez)                                                             | Silvio Rodríguez                                             | 5:32     |  |
| 13.    | «Chacarera del encuentro» (con Elpidio Herrera)                                                   | Elpidio Herrera                                              | 2:16     |  |
| 45:06  |                                                                                                   |                                                              |          |  |

## Personal
| - León Gieco: voz, guitarra y armónica. - Marcelo Véliz: quena, flauta y coros. - Manuel Torrez: guitarra de 12 cuerdas y coros. - Tato Gómez: guitarra eléctrica, bajo, arreglos y coros. - Mariano Argandona: batería, percusión, arreglos y coros. - Daniel Valladares: cuatro y coros. - Nito Mestre: voz. - Osvaldo Fattorusso: batería y percusión. - Beto Satragni: bajo, teclados, guitarra, voz y arreglos. - Marcelo Letto: tuba. - Bebe Ferreyra: trombón y arreglos. - Los Fabulosos Cadillacs: piano acústico (Vicentico), bajo (Sr. Favio), guitarra (Aníbal "Vainilla" Rigozzi), órgano (Mario Siperman), batería (Fernando Ricciardi), percusión (Luciano Junior), saxo tenor (Naco Goldfinger), saxo alto (Sergio Rotman), trompeta (Daniel "Dany" Lozano) y arreglos. - Nicolas Brizuela: guitarras. - Aníbal Forcada: bajo. - Ruben Lobo: percusión. - Lidio Reyes: bandoneón. | - Roby Neves: violín. - Cecilia Esperanza: picolo y flauta traversa. - Matias Gonzales: bajo. - Luis Borda: guitarras. - Ivan Lins: piano CP 70. - Gilson Peranzzetta: DXT y arreglos. - Paulinho Braga: batería. - Mazinho: bajo. - Gabriela: voz. - Pino Marrone: guitarras y arreglos. - Fernando Marrone: batería SP12, bajo SP12 y percusión. - Horacio Pozzo: teclados. - Jorge Cumbo: quenas. - Juan Carlos "Mono" Fontana: arreglos y teclados. - Sandro: voz y poema de introducción a "Mi amigo". - Ruben Aguilera: arreglos e instrumentos con Midiset Temple. - Silvio Rodríguez: voz. - Elpidio Herrera: sacha guitarra (guitarra del monte). - Aníbal Toledo: bombo y guitarra. |

## Ficha técnica
- Todos los temas grabados en Estudios "Del Cielito" entre el 19 de febrero y el 5 de abril de 1988. Excepto "Solo el amor" (Estudios Panda, el 2 y 16 de diciembre de 1987), "Mi amigo" (Estudios Temple, 19 de abril de 1988), "Baionga" (Estudios Sonovisión, 20 de abril de 1988), "A nuestros hijos" (en vivo, Luna Park, 7 de septiembre de 1984, por Estudio Móvil Moebio) y "Guajira guantanamera" (Fairland Studios, Bochum, Alemania Occidental, 27 de abril de 1988).
- Técnico de grabación: Adrián Bilbao (Estudio "Del Cielito"), Amílcar Gilabert (Panda y Moebio), Tony Rodríguez (Temple), Álvaro Villagra (Sonovisión) y Manni Struck (Fairland Studios, Alemania).
- Asistente de grabación: Rubén Quiroga y Guido Niceman.
- Coordinación: Rubén "Vikingo" Basaldella.
- Fotografías: Gianni Mestichelli.
- Diseño gráfico: Carina Ponieman.
- Producción artística: León Gieco.
- Producción general: Pity Yñurrigarro.